# Ignacy Knast

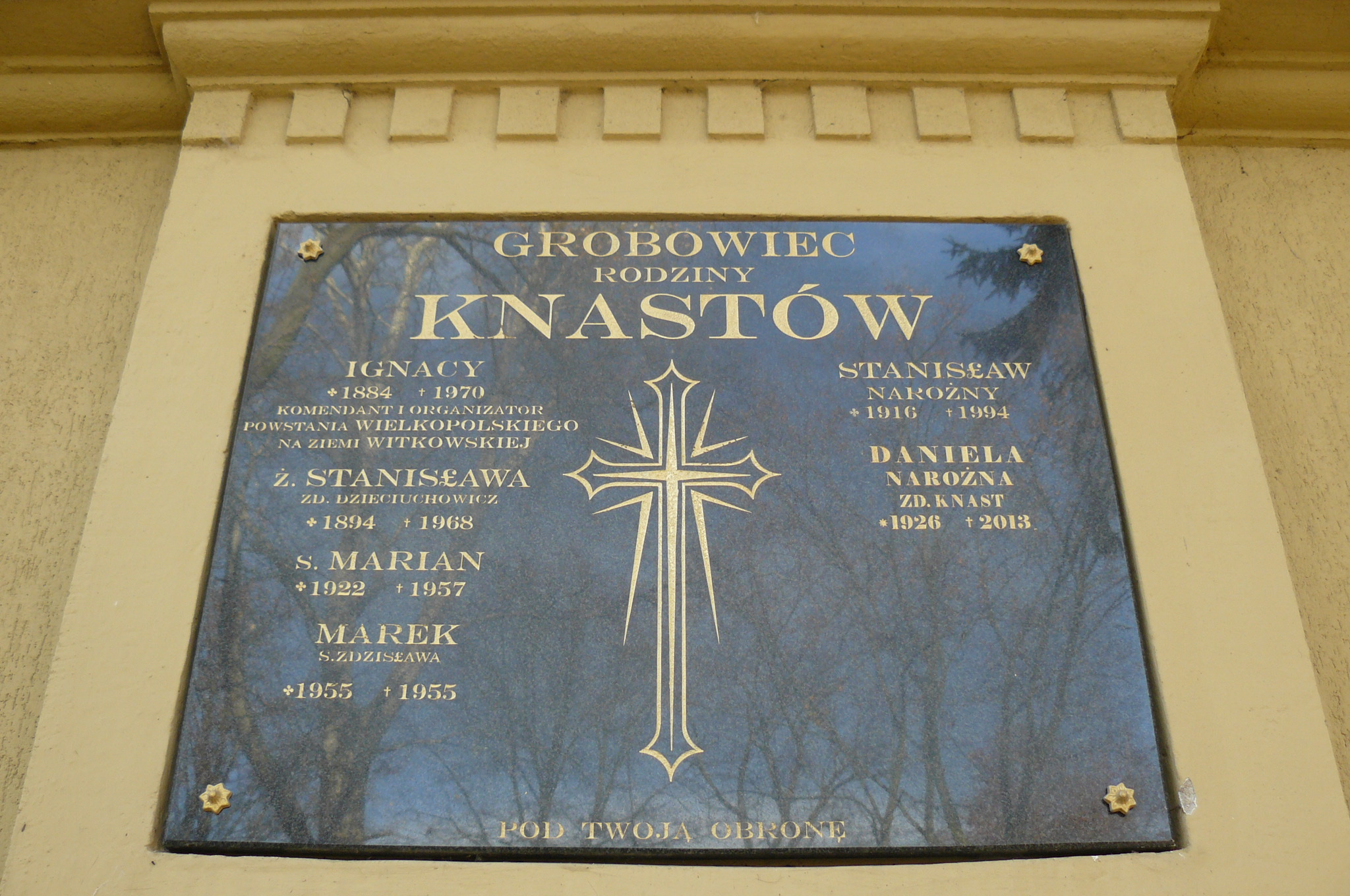
Grobowiec Knastów na cmentarzu witkowskim

Ignacy Karol Knast (ur. 26 września 1884 w Witkowie, zm. 3 maja 1970 tamże) – przedsiębiorca, społecznik i przywódca walk powstania wielkopolskiego na terenie powiatu witkowskiego.

## Życie i dzieło
Urodził się w rodzinie Kazimierza (zm. 1916), rzemieślnika, i Kazimiery z d. Cierpka. Ukończył szkołę powszechną w Witkowie (1894). Następnie uczęszczał do gimnazjum w Gnieźnie, z którego za działalność w nielegalnym stowarzyszeniu patriotycznym został wydalony. Później uczył się w szkole chemiczno-farmaceutycznej w Lipsku. Do sierpnia 1914 pracował jako farmaceuta we Wrocławiu, Katowicach, Gdańsku i Poznaniu. Odbył również kurs rolniczy w Bydgoszczy. W 1914 został powołany do armii niemieckiej. Walczył na różnych frontach I wojny światowej. Był dwukrotnie ranny w głowę i rękę. Został awansowany do stopnia chorążego.
W listopadzie 1918 był jednym ze współorganizatorów wydarzeń Rewolucji Witkowskiej, a po wybuchu działań powstańczych w Poznaniu, ogłoszony został przywódcą powstania w Witkowie. Po zwycięstwie zorganizował Straż Ludową. Następnie prowadził w mieście różnego rodzaju działalność gospodarczą – rolnictwo, cegielnię, a także hotel (wcześniej uchwalono w nim wybuch powstania w mieście). Przewodniczył witkowskiemu kołu Związku Powstańców Wielkopolskich i udzielał się intensywnie na niwie społecznej.
Podobnie jak wielu polskich mieszkańców Witkowa, został w czasie II wojny światowej przesiedlony do Generalnego Gubernatorstwa. Po wojnie powrócił do rodzinnego miasta. Był członkiem zarządu Związku Plantatorów Buraka Cukrowego (1945–1948), pełnił funkcję honorowego członka Ochotniczej Straży Pożarnej w Witkowie (1946–1947). W latach 1946–1948 kierował kołem reaktywowanego Związku Powstańców Wielkopolskich, a od 1951 był wieloletnim prezesem Związku Bojowników o Wolność i Demokrację w Witkowie.
Był żonaty ze Stanisławą z d. Dzieciuchowicz (1894–1968), mieli dwóch synów Mariana (1922–1957) i Zdzisława (1927–1998) oraz córkę Danielę po mężu Narożną (1926–2013). 
Pochowano go w okazałym grobowcu rodziny Knastów na centralnym wzgórzu witkowskiego cmentarza parafialnego. Grobowiec odnowiono ok. 2010 r.

## Ordery i odznaczenia
- Medal Niepodległości (20 grudnia 1932)[3]
- Wielkopolski Krzyż Powstańczy (4 listopada 1958)[4]
- Srebrny Krzyż Zasługi (1937)
- Brązowy Krzyż Zasługi (21 grudnia 1927)[5]